# شهرک دوازده امام (اردل)
 دوازده امام ، روستایی از توابع بخش مرکزی شهرستان اردل در استان چهارمحال و بختیاری است.

## جمعیت
این روستا در دهستان پشتکوه قرار دارد و براساس سرشماری مرکز آمار ایران در سال ۱۳۹۰، جمعیت آن ۱۶۹۴ نفر(۴۰۷ خانوار) بوده‌است.